# Submedianta
Submedianta (łac. sub 'przed', 'pod', ang. sub 'pod'; wł. mediante z łac. medians, -ntis 'dzielący na połowy'; ang. submediant) – zwana inaczej  mediantą dolną lub mediantą VI stopnia; w skali durowej lub molowej (systemu dur-moll) nazwa VI stopnia gamy.
Submedianta stanowi połowę odległości między toniką i jej dolną kwintą (stąd przedrostek 'sub' – pod).
Medianta VI stopnia należy do akordów pobocznych. Trójdźwięk zbudowany na VI stopniu gamy ma dwa dźwięki wspólne z trójdźwiękiem tonicznym oraz trójdźwiękiem subdominanty. Akord medianty VI stopnia często zastępuje akordy toniczne i nazywany jest toniką VI stopnia (TVI).
Przykładowo dla tonacji C-dur submediantę stanowi dźwięk „A”, zaś akordem opartym na tym dźwięku jest akord medianty a-moll. Inny przykład: dla tonacji a-moll submediantę stanowi dźwięk „F”, zaś akordem opartym na tym dźwięku jest akord medianty F-dur.